# Церковь Святого Луки (Мюнхен)
Церковь Святого Луки (нем. Lukaskirche) — крупнейшая протестантская церковь Мюнхена. Храм относится к Евангелическо-лютеранской церкви Баварии. Расположен на берегу Изара.
Здание было построено в 1893-1896 гг по проекту архитектора Альберта Шмидта и освящено в честь Святого Луки. Проект имеет преимущественно романские черты, внутри же преобладают элементы рейнской готики. На момент постройки это была третья лютеранская церковь города после церквей Святого Матфея, освящённой в 1833 году, и Святого Марка, построенной в 1877 году. Восточный фасад имеет две башни, в западной части — купол высотой почти 64 м.
Храм Святого Луки — единственная хорошо сохранившаяся протестантская церковь в исторической части Мюнхена. Хотя церковь в городе называют Der Dom Der Münchner Protestanten (Собор Мюнхенских протестантов), она не является кафедрой епископа. В храме имеется орган 1932 года.